# Atropacarus ochraceus
Atropacarus ochraceus är en kvalsterart som först beskrevs av Wojciech Niedbała 1983.  Atropacarus ochraceus ingår i släktet Atropacarus och familjen Phthiracaridae. Inga underarter finns listade.